# پیشانی‌سفید (فیلم)
پیشانی‌سفید فیلمی به کارگردانی اکبر منصور فلاح و نویسندگی فریدون حسن‌پور ساختهٔ سال ۱۳۷۱ است.

## بازیگران
- بابک فلاح
- فیروزه فکری
- رضا حقیقی
- تیمور احسانی
- محمدحسن ساوی مرادی
- فریده قربانی